# Ann Scott
Ann Scott (ur. 3 listopada 1965 r. w Paryżu) – francuska pisarka.

## Twórczość
- 1996 - Asphyxie, wydawnictwo Florent Massot
- 2000 - Superstars, wydawnictwo Flammarion
- 2002 - Poussieres d’anges, wydawnictwo Librio
- 2004 - Le pire des mondes, wydawnictwo Flammarion
- 2005 - Heroine, wydawnictwo Flammarion
- 2008 - Les chewing-gums ne sont pas biodégradables, wydawnictwo Scali
- 2010 - À la folle jeunesse, wydawnictwo Stock
- 2017 - Cortex, wydawnictwo Stock
- 2020 - La Grâce et les ténèbres, wydawnictwo Calmann-Lévy
- 2023 - Les insolents, wydawnictwo Calmann-Lévy